# Згерский, Геннадий Анатольевич
Згерский Геннадий Анатольевич — советский военачальник Пограничных войск КГБ СССР. Генерал-лейтенант (1983 год).

## Биография и военная карьера
Г. А. Згерский родился в семье кадрового военного. Пошёл по стопам отца.
Во время Великой Отечественной войны (1941—1945) семья была эвакуирована в Узбекистан. За год до её окончания (в 1944 году) с матерью вернулся в Смоленск. После окончания восьмого класса уехал в Москву. Одновременно несколько лет учился и работал на заводе фрезеровщиком. После окончания школы работал слесарем.
В 1951 году окончил Московский инструментальный техникум при заводе «Фрезер» по специальности сменный мастер.
В 1951 году был призван на срочную службу в пограничные войска.
В 1953 году окончил Московское пограничное военное училище МГБ СССР. Офицерскую службу начал с должности заместителя начальника заставы 27-го Мукачевского пограничного отряда Закарпатской области Украинской ССР.
1954—1957 — заместитель начальника заставы 36-го Сухумского пограничного отряда по политической части в Абхазской АССР Грузинской ССР.
1957—1960 — начальник заставы а позже начальник огневой подготовки 10-го Хичаурского пограничного отряда в Аджарской АССР Грузинской ССР.
1960—1964 — офицер боевой подготовки штаба Хичаурского погранотряда.
В 1964 году заочно окончил Военную академию им. М.В. Фрунзе и назначен начальником отделения боевой подготовки 40-го Октемберянского пограничного отряда в Армянской ССР.
1965—1966 — офицер боевой подготовки штаба Закавказского пограничного округа в Тбилиси.
1966—1969 — начальник штаба 43-го Пришибского пограничного отряда Закавказского пограничного округа в Азербайджанской ССР.
1969—1971 — начальник 42-го Гадрутского пограничного отряда Закавказского пограничного округа КГБ СССР, НКАО Азербайджанская ССР.
1971—1976 — начальник 102-го Выборгского пограничного отряда Северо-Западного пограничного Округа, Ленинградской области РСФСР.
1976 — сентябрь 1979 — Начальник оперативно-войскового отдела группы войск, заместитель начальника войск Тихоокеанского пограничного округа Тихоокеанского пограничного округа в Петропавловске-Камчатском, Камчатской области РСФСР.
Сентябрь 1979 — январь 1980 — начальник штаба, заместитель начальника войск Камчатского пограничного округа.
Январь 1981 — июль 1984 — Командующий войск Среднеазиатского пограничного округа, Ашхабад Туркменская ССР. Занимался планированием и проведением боевых действий осуществляемых группировкой пограничных войск на территории Афганистана.
В январе-феврале 1984 года руководство ВС СССР поручило генерал-лейтенанту Згерскому руководство операцией по уничтожению отрядов афганских моджахедов в Мармольском ущелье в приграничной с СССР северной провинции Балх. В подчинение Згерскому были также переданы некоторые части от 40-й Армии. Операция считается успешно завершённой.
Июль 1984 — март 1988 — командующий Закавказским пограничным округом, Тбилиси.
Март 1988 — 1991 год — помощник начальника Главного управления ПВ КГБ СССР по специальным вопросам — начальник Оперативной группы Погранвойск по Республике Афганистан.
В 1992 году генерал-лейтенант Г. А. Згерский вышел в отставку.
В разные годы занимал партийные должности: Член ЦК Компартии Туркмении, Член ЦК Компартии Грузии, Член Президиума Верховного Совета Грузии.
После выхода в отставку принимал активное участие в общественной работе в ветеранских организациях.
По выходе в отставку занимал следующие должности:
- Председатель Координационного совета Международного союза общественных объединений ветеранов (пенсионеров) пограничной службы
- Член Совета по взаимодействию с общественными объединениями ветеранов, офицеров запаса и в отставке при Президенте России
- Член Совета Всероссийской организации ветеранов войны, труда, Вооруженных Сил и правоохранительных органов
- Старший научный сотрудник Центрального музея Федеральной Пограничной Службы России (с июня 1994 года)
- Почетный член Совета командующих Пограничными войсками государств — участников СНГ.

Скончался 2 марта 2013 года на 85-м году жизни. Похоронен на Троекуровском кладбище.

## Память
7 ноября 2002 года именем Геннадия Згерского, была названа 555-я Тундринская учебная пограничная застава, расположенная в городе Сургут в Ханты-Мансийского автономного округа.

## Награды
- Орден Красного Знамени
- Орден Трудового Красного Знамени
- Орден Красной Звезды
- Орден «За службу Родине в Вооруженных Силах СССР» III степени
- Орден Красного Знамени (Афганистан)
- 43 Советские медали